# Pays-Bas aux Jeux olympiques d'été de 1960
Les Pays-Bas participent aux Jeux olympiques d'été de 1960 à Rome en Italie. 110 athlètes néerlandais, 80 hommes et 30 femmes, ont participé à 54 compétitions dans 13 sports. Ils y ont obtenu trois médailles :  une d'argent et deux de bronze.

## Médailles
| Médaille | Discipline | Épreuve                 | Athlète            | Performance | Date |
| -------- | ---------- | ----------------------- | ------------------ | ----------- | ---- |
| Argent   | Natation   | 100 m papillon femmes   | Marianne Heemskerk |             |      |
| Bronze   | Natation   | 200 m brasse hommes     | Wieger Mensonides  |             |      |
| Bronze   | Natation   | 400 m nage libre femmes | Tineke Lagerberg   |             |      |